# インディジャパン300

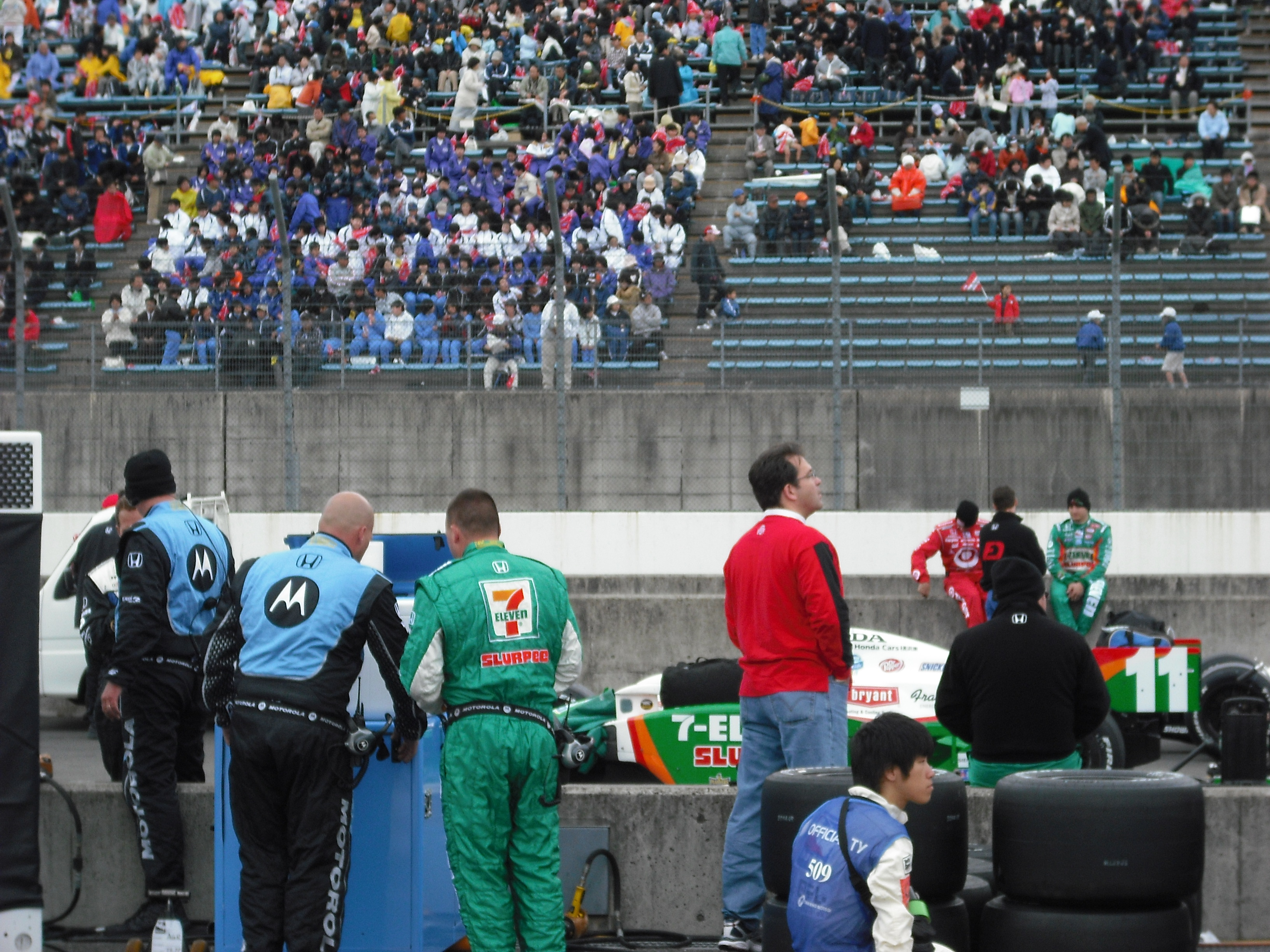
インディジャパン300mile（2008年）

インディジャパン300（Indy Japan 300 mile）は、ツインリンクもてぎのスーパースピードウェイ（1.5マイル・オーバル（楕円）コース）で開催されていたインディカー・シリーズ（IRL）のイベントの一つ。1998年 - 2002年に開催されたCART（のちのチャンプカー・ワールド・シリーズ）イベント、および2011年にロードコースで開催されたインディジャパン・ザ・ファイナル（Indy Japan THE FINAL）についてもここで述べる。

## 概要
レースは1998年にCARTの一戦としてスタートし、2003年からはIRLの一戦になった。この大会はIRLとしては初のアメリカ以外の開催であり、2008年と2010年・2011年を除き北米大陸以外で開催される唯一のIRLイベントとなっていた。
レースの周回数はチャンプカー時代は201周、インディカーになってからは200周、2011年のロードコースでは63周であった。
ツインリンクもてぎを運営するモビリティランドでは、2012年以降のインディジャパン開催を行わない方針を明らかにしており、2011年が最後の開催となった。

### 大会名称
- Budweiser 500K （1998）
- Firestone Firehawk 500K （1999-2001）
- Bridgestone Potenza 500K （2002）

ここまでCARTシリーズ戦、これ以後IRLシリーズ戦
- Bridgestone Indy Japan 300 Mile （2003-2009）
- Indy Japan 300 Mile （2010）
- Indy Japan THE FINAL （2011）

## 歴代優勝者
|      | 優勝者                       | チーム                               | シャーシ/エンジン               | タイム       |
| ---- | ---------------------------- | ------------------------------------ | ------------------------------- | ------------ |
| 1998 | エイドリアン・フェルナンデス | パトリック・レーシング               | レイナード/フォード・コスワース | 1:57'12"016  |
| 1999 | エイドリアン・フェルナンデス | パトリック・レーシング               | レイナード/フォード・コスワース | 1:46'01"463  |
| 2000 | マイケル・アンドレッティ     | ニューマン・ハース・レーシング       | ローラ/フォード・コスワース     | 1:58'52"201  |
| 2001 | ケニー・ブラック             | チーム・レイホール                   | ローラ/フォード・コスワース     | 1:44'48"888  |
| 2002 | ブルーノ・ジュンケイラ       | チップ・ガナッシ・レーシング         | ローラ/トヨタ                   | 2:00'05"882  |
| 2003 | スコット・シャープ           | ケリー・レーシング                   | ダラーラ/トヨタ                 | 2:21'17"8265 |
| 2004 | ダン・ウェルドン             | アンドレッティ・グリーン・レーシング | ダラーラ/ホンダ                 | 1:49'48"2611 |
| 2005 | ダン・ウェルドン             | アンドレッティ・グリーン・レーシング | ダラーラ/ホンダ                 | 2:16'46"0711 |
| 2006 | エリオ・カストロネベス       | マールボロ・チーム・ペンスキー       | ダラーラ/ホンダ                 | 1:59'01"3704 |
| 2007 | トニー・カナーン             | アンドレッティ・グリーン・レーシング | ダラーラ/ホンダ                 | 1:52'23"2574 |
| 2008 | ダニカ・パトリック           | アンドレッティ・グリーン・レーシング | ダラーラ/ホンダ                 | 1:51'02"6739 |
| 2009 | スコット・ディクソン         | チップ・ガナッシ・レーシング         | ダラーラ/ホンダ                 | 1:51'37"6411 |
| 2010 | エリオ・カストロネベス       | チーム・ペンスキー                   | ダラーラ/ホンダ                 | 2:04'04"4780 |
| 2011 | スコット・ディクソン         | チップ・ガナッシ・レーシング         | ダラーラ/ホンダ                 | 1:56'41"0107 |

## トピックス

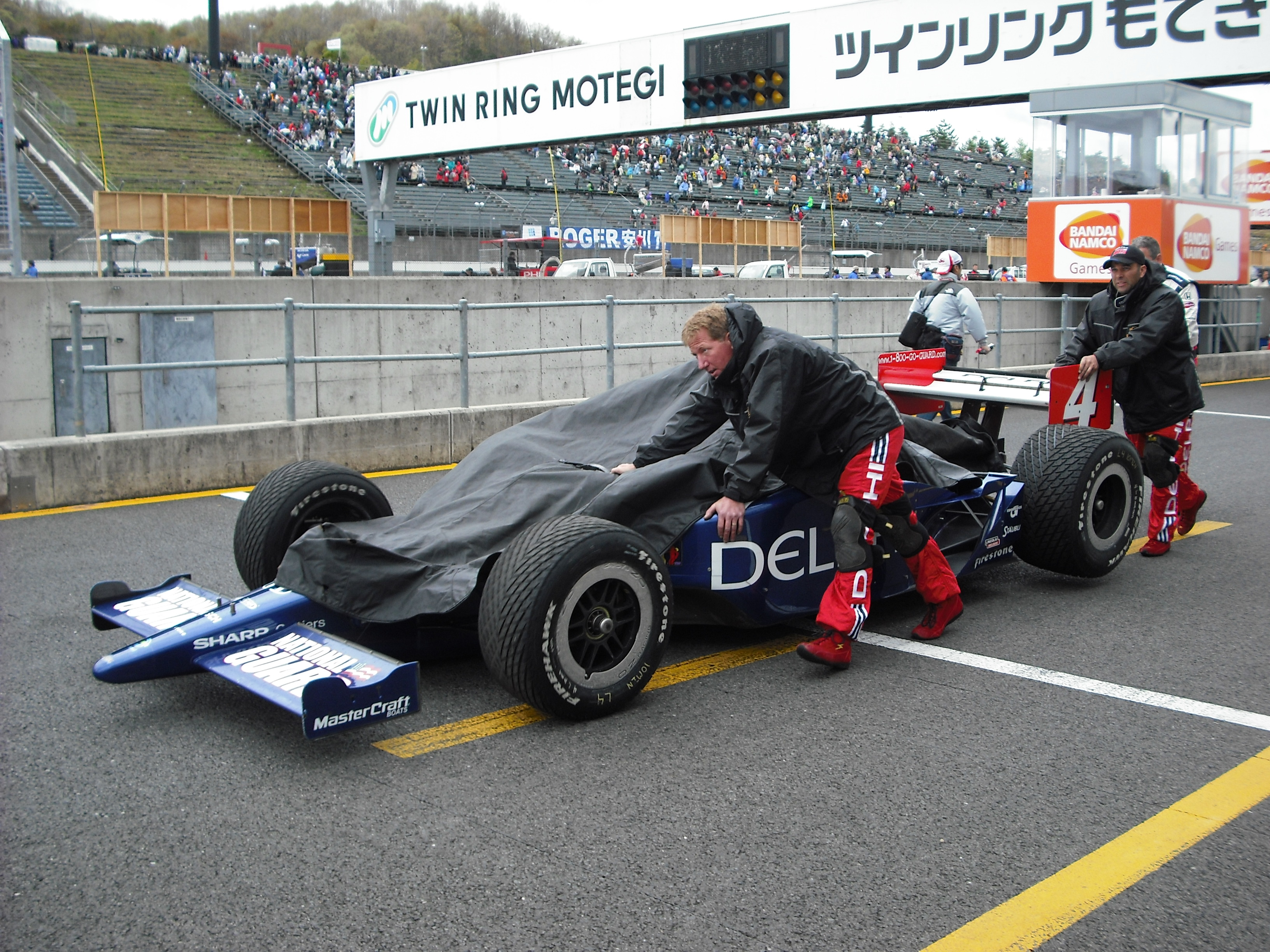
2008年レースで降雨のためにピットに引き上げるマシン

- 2007年シーズンより、インディカー・シリーズはエタノール燃料が使用されている。これが日本の酒税法の課税対象になることが、国税局から指摘されたが、この問題に関しては、使用するバイオエタノール燃料を「エタノール98％・ガソリン2％の、飲用には適さない混合燃料」として調整することで、酒税法に基づく課税を回避することになった。
- 2008年には、決勝日（4月19日）の前日から降り続いた雨のためにコースの複数個所から水が湧き出るトラブルが発生し、急遽水を吸い出す応急措置がとられたものの一向に治まることが無く、安全が確保できないという判断に至ったために決勝スタートが翌日に順延された。なお翌20日にはトラブルが解決し、雨も降らなかったために、無事に決勝レースが開催され、ダニカ･パトリックが、主要なモータースポーツカテゴリーで女性ドライバーとしての初優勝を達成した。
- 2011年は東日本大震災の影響によりコースがオーバルコースからロードコースに変更された。

## INDY JAPAN RADIO
- 2006年頃より毎年3月からレース日直前にかけて、関東・福島の民放FMラジオ局で平日のワイド番組中に「INDY JAPAN RADIO」というコーナーを設けている。

### 放送局
- RADIO BERRY - B-BOX FRIDAY HYPER（幹事局）

なお、同局は期間限定でINDY Cafeを設けている（詳細）。
- FMふくしま -
- FM GUNMA -
- NACK5 - EXCITING SATURDAY
- bayfm - BAY LINE 7300
- Inter FM -
- Fm yokohama -